# Henricia angusta
Henricia angusta är en sjöstjärneart som beskrevs av Alexander Michailovitsch Djakonov 1961. Henricia angusta ingår i släktet Henricia och familjen krullsjöstjärnor.
Artens utbredningsområde är Berings hav. Inga underarter finns listade i Catalogue of Life.